# Ministère de l'Urbanisme et de l'Habitat
Le ministère de l'Urbanisme et de l'Habitat est un ministère du gouvernement au Burkina Faso.

## Description

### Siège
Le ministère chargé de l'Urbanisme et de l'Habitant a son siège à Ouagadougou. 

### Attributions
Le ministère est chargé de l'urbanisme et de l'habitat.

### Ministres
Depuis le 9 novembre 2022, Mikaïlou SIDIBE est le ministre de l’Urbanisme, des Affaires foncières et de l’Habitat.